# فيلي سميث (لاعب كرة قدم)
فيلي سميث (بالإنجليزية: Willie Smith)‏ (29 سبتمبر 1948 بلندن في المملكة المتحدة - ) هو لاعب كرة قدم بريطاني في مركز الدفاع. لعب مع منتخب إنجلترا الوطني لكرة القدم للهواة ‏ ونادي ويمبلدون ونادي ليذرهيد.